# Cepu (Cepu)
Cepu, vroeger Tjepoe, is een bestuurslaag in het regentschap Blora van de provincie Midden-Java, Indonesië. Cepu, vroeger Tjepoe, telt 15.571 inwoners (volkstelling 2010).